# Lacerta brandtii
Lacerta brandtii este o specie de șopârle din genul Lacerta, familia Lacertidae, ordinul Squamata, descrisă de De Filippi 1863.

## Subspecii
Această specie cuprinde următoarele subspecii:
- L. b. brandtii
- L. b. esfahanica